# Indrek Rumma
Indrek Rumma (Tallinn, 14 settembre 1969) è un ex cestista estone, fino al 1991 sovietico.

## Carriera
Con l'Estonia ha disputato due edizioni dei Campionati europei (1993, 2001).